# Ligier JS19
O  JS19  é o modelo da Ligier da temporada de 1982 da F1. Condutores: Eddie Cheever e Jacques Laffite.

## Resultados[1]
(legenda) 
| Ano  | Chassi | Motor          | Pneus | N° | Pilotos         | 1   | 2   | 3   | 4     | 5   | 6   | 7   | 8   | 9   | 10  | 11  | 12  | 13  | 14  | 15  | 16  | Pontos  | Posição |  |
| ---- | ------ | -------------- | ----- | -- | --------------- | --- | --- | --- | ----- | --- | --- | --- | --- | --- | --- | --- | --- | --- | --- | --- | --- | ------- | ------- |  |
|      |        |                |       |    |                 |     |     |     |       |     |     |     |     |     |     |     |     |     |     |     |     |         |         |  |
|      |        |                |       |    |                 | RSA | BRA | USW | SMR   | BEL | MON | USE | CAN | NED | GBR | FRA | GER | AUT | SUI | ITA | LVS |         |         |  |
| 1982 | JS19   | Matra MS81 V12 | M     | 25 | Eddie Cheever   |     |     |     | [ 2 ] |     | Ret |     |     | NQ  |     | 16  | Ret | Ret | NC  | 6   | 3   | 91 (20) | 8º      |  |
| 1982 | JS19   | Matra MS81 V12 | M     | 26 | Jacques Laffite |     |     |     | [ 2 ] |     | Ret |     |     |     | Ret | 14  | Ret | 3   | Ret | Ret | Ret | 91 (20) | 8º      |  |

↑1  Cheever e Laffite conduziram o JS17 nos GPs: África do Sul e Brasil; o JS17B nos GPs: Oeste dos Estados Unidos, Bélgica, Leste dos Estados Unidos e Canadá; na Holanda (apenas Laffite) e na Grã-Bretanha (apenas Cheever) marcando 11 pontos (20 no total) e terminando em 8º lugar..